# Les Douze Apôtres
 (décembre 2019).
Si vous disposez d'ouvrages ou d'articles de référence ou si vous connaissez des sites web de qualité traitant du thème abordé ici, merci de compléter l'article en donnant les références utiles à sa vérifiabilité et en les liant à la section « Notes et références ».
Ne doit pas être confondu avec Douze Apôtres ou Douze Apôtres (montagne).
Les Douze Apôtres ou 12 Apôtres (« The twelve Apostles » en anglais) désigne un regroupement d'aiguilles de calcaire dépassant de l'eau, en bord de mer, dans le parc national de Port Campbell, le long de la Great Ocean Road, route de l'État du Victoria en Australie.

## Toponymie
À l'origine le site s'appelait Sow and Piglets (littéralement « Truie et Porcelets »). Ce nom fut changé dans les années 1950 pour le patronyme plus majestueux « The twelve Apostles » pour attirer plus de visiteurs, bien qu'il n'y ait que neuf aiguilles.

## Érosion
Les aiguilles sont des stacks formés par l'érosion et l'avancée de la mer sur la falaise calcaire ; elles varient en taille et en diamètre. Elles subissent cette érosion en continu et certaines se sont écroulées. Un « apôtre » de 50 mètres s'est effondré le 3 juillet 2005, portant leur nombre à huit.
Le précédent effondrement dû à l'érosion d'un monument naturel du parc de Port Campbell, est celui de la London Arch. Deux visiteurs ont été piégés par l'effondrement de l'arche de calcaire et ont été secourus par hélitreuillage quelques heures plus tard.
La vitesse d'érosion au pied des stacks est approximativement de 2 cm par an.

## Tourisme
Leur proximité les unes des autres crée la curiosité du site qui est une attraction touristique.

## Galerie

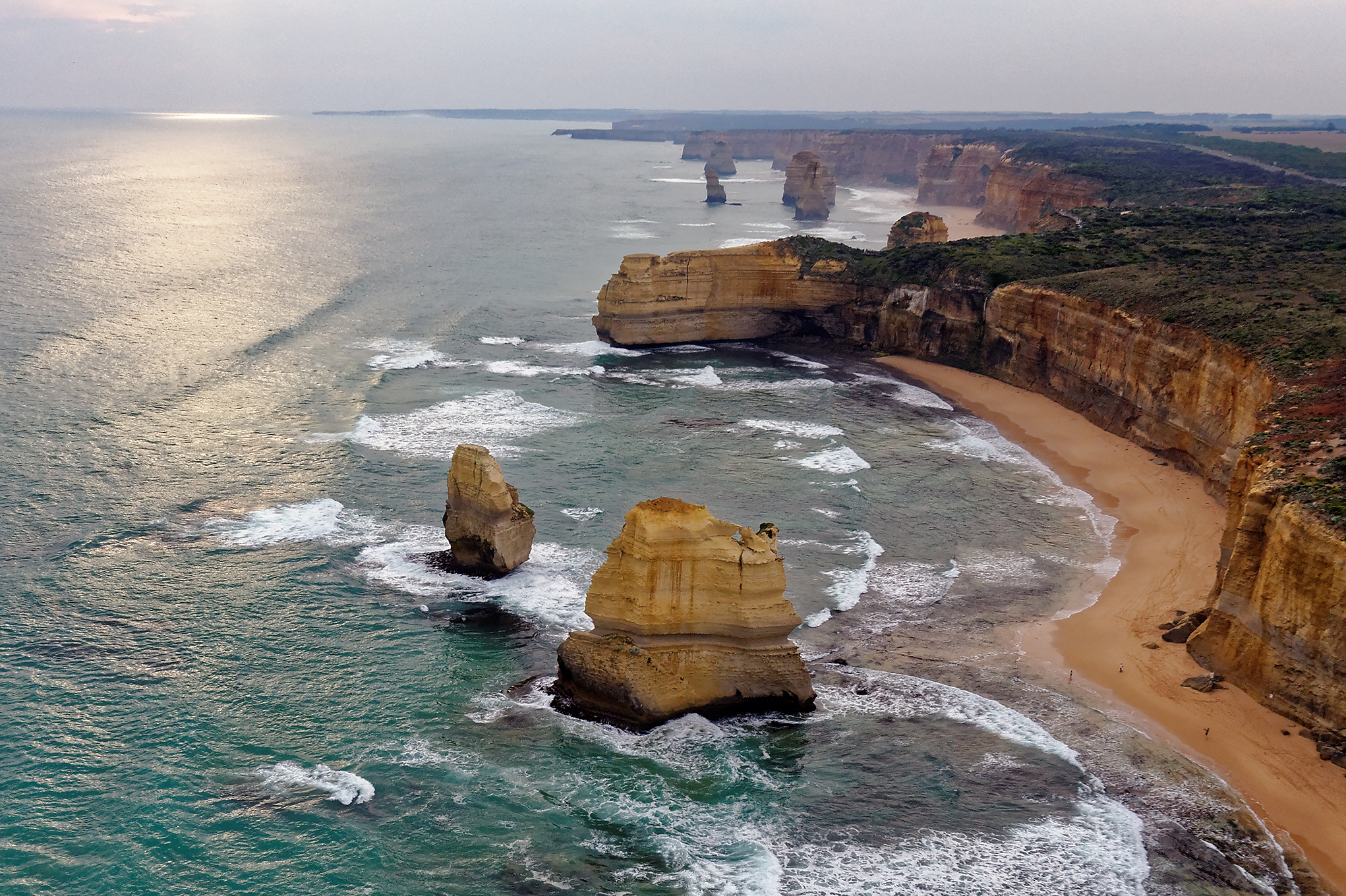
Les Douze Apôtres, Parc national de Port Campbell, Victoria, Australie.
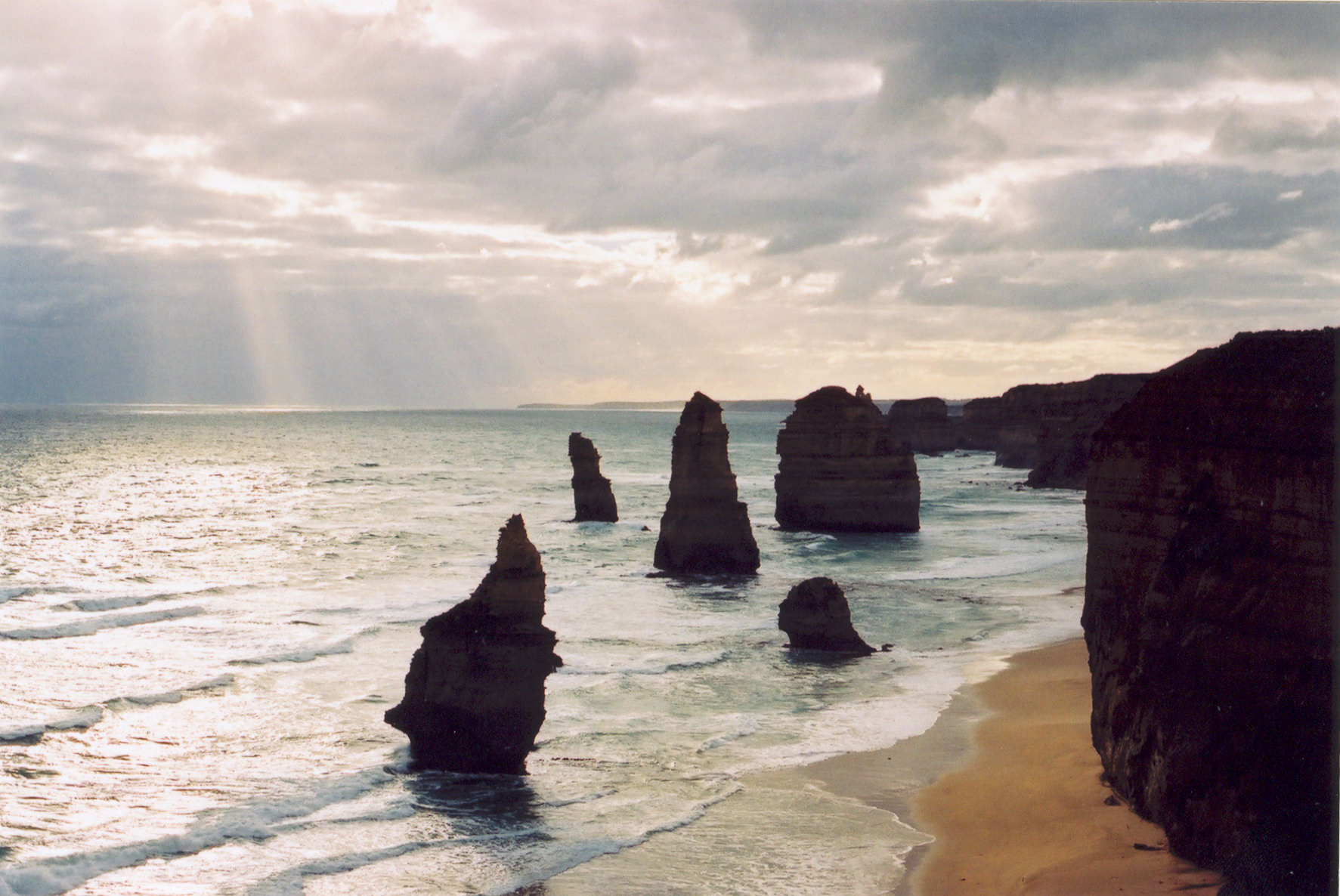
Le pilier se trouvant le plus à gauche s'est effondré le 3 juillet 2005.
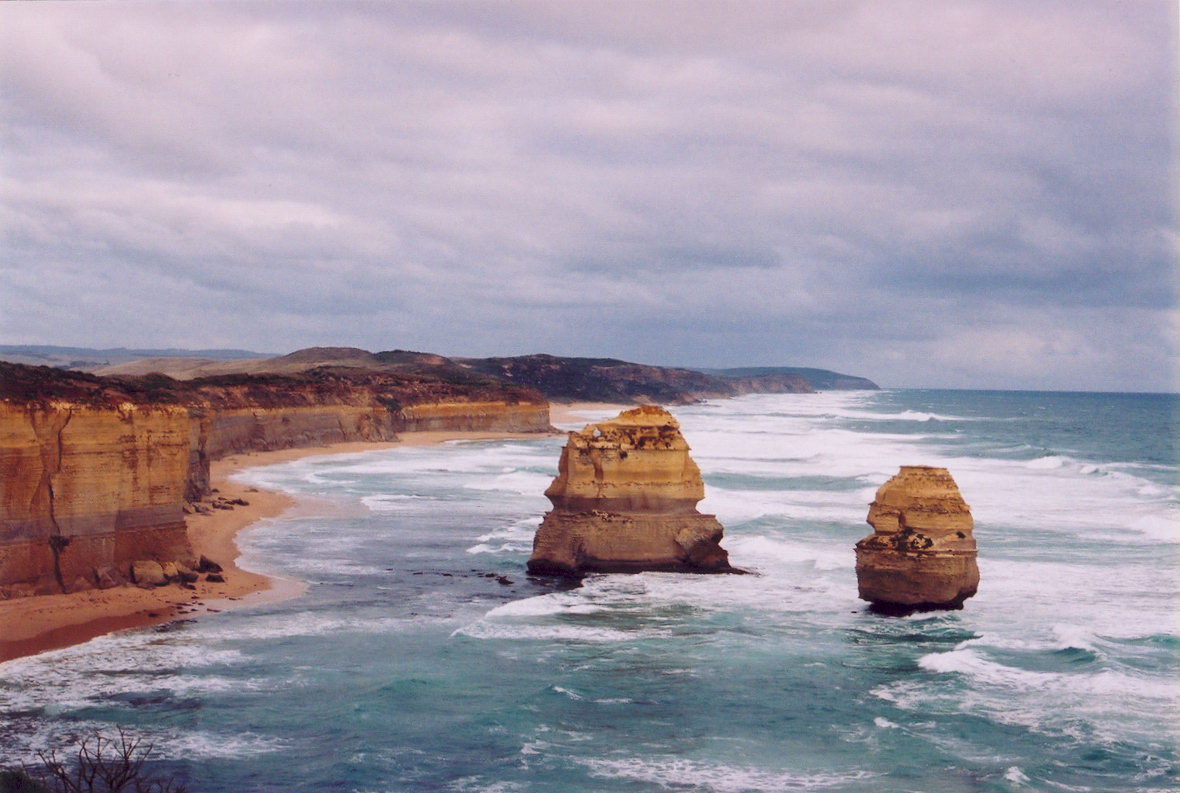
Les 12 Apôtres comme on peut les voir de l'est, depuis le point de vue.